# Plusiodonta nitissima
Plusiodonta nitissima är en fjärilsart som beskrevs av William Schaus 1911. Plusiodonta nitissima ingår i släktet Plusiodonta och familjen nattflyn. Inga underarter finns listade i Catalogue of Life.